# Staroměstské náměstí

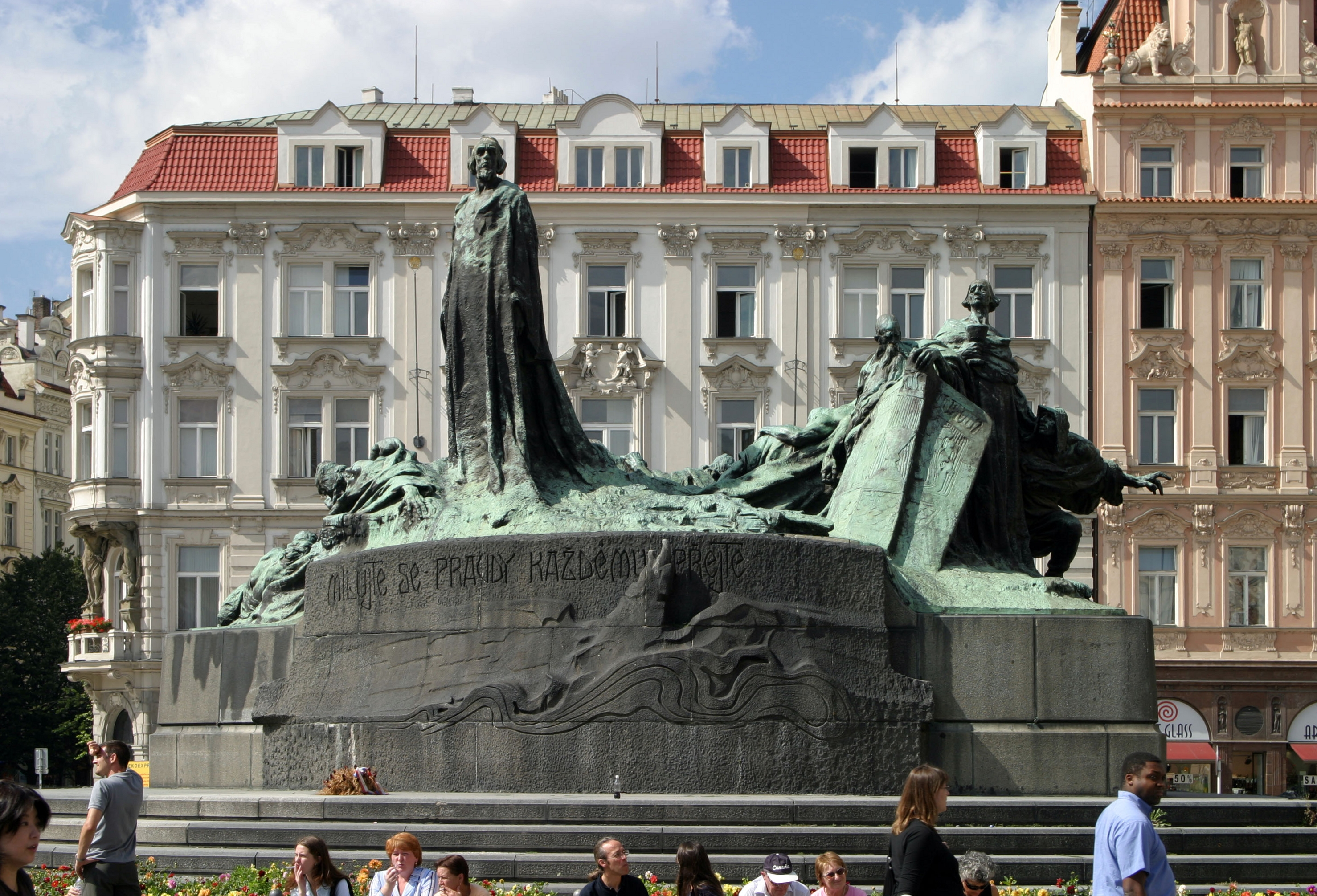
Standbeeld van Johannes Hus

Het Staroměstské náměstí (uitspraakⓘ, Tsjechisch voor "plein van de oude stad") is een plein in het stadsdeel Oude Stad van de Tsjechische hoofdstad Praag. Het meer dan 9000 m² grote plein is vooral 's zomers populair onder toeristen.
Het plein ligt tussen het Wenceslausplein en de Karelsbrug.

## Bezienswaardigheden
Naast de imposante gevels van burgerlijke gebouwen staan er aan het plein kerken in verschillende stijlen, waaronder de Týnkerk in gotische stijl en de barokke Sint-Nicolaaskerk.
Ook het Oudestadraadhuis (Staroměstská radnice), met er naast het Astronomisch uurwerk van Praag, is aan het plein te vinden. Midden op het plein staat een standbeeld van de religieuze hervormer Johannes Hus. Dit standbeeld is opgericht op 6 juli 1915, 500 jaar na de dood van Hus.